# Esther Lybeert
Esther Lybeert (Sint-Niklaas, 27 juli 1978) is een Belgische muzikante, zangeres, drumster, multi-instrumentaliste en actrice. 
Lybeert was de eerste zangeres van Hooverphonic, ze verliet de band echter voor de opnames van het eerste album, maar zong wel ondertussen vrijgegeven demo's in. Nadat ze de band verliet zong ze onder meer bij Flat Earth Society en An Pierlé. Met haar echtgenoot Maarten Flamand vormt ze de band The Antler King.
Met filmregisseur Nathalie Teirlinck maakte ze de muzikale roadmovie Send all your horses.
Als actrice had ze rollen in onder meer Sedes & Belli, Kabouter Plop, F.C. De Kampioenen en Flikken.
Ze zong ook intro's in zoals de Nederlandstalige versie van Stoppeltje.